# Mikael Jarnvig
Mikael Jarnvig (født 2. november 1954) er en dansk meteorolog. Han har fungeret som tv-meteorolog ved Danmarks Radio, TV3 og TV2. Fra 1. februar 2013 vendte han tilbage til DR1.
Han omtales i Shu-bi-duas sang "Michael" fra albummet Shu-bi-du@ 16 udgivet i 1997.